# 三藩市交通局
旧金山交通局是由旧金山城市铁路（MUNI）、车辆停泊及交通局(DPT)与出租车委员会参与和设立的机构。

## 历史
旧金山交通局由1999年11月通过的E提案所设立。该提案修订了旧金山的宪章并成立了半独立机构，把MUNI和DPT合并运作，还设立了服务准则和相关法律。这个提案由“拯救MUNI乘客小组”推广。
在E提案通过前，MUNI由公共交通委员会监管，而车辆停泊及交通局由车辆停泊及交通委员会监管。E提案全面落实后，这两个机构被解散。
E提案也成立了7人小组的董事会去监管此机构，由旧金山市市长，城市及县议会确认，成员被委任固定任期。他们也负责聘请交通局的執行董事。
自成立了以来，SFMTA运输主任仍然是Michael T. Burns，直至2005年7月15日离任，转去圣克拉拉VTA（圣克拉拉交通局）。
有一次，市长Newsom任命Hunter Stern担任董事会的职位。县议会行使特权，根据简章，以7比4的票数拒绝市长的委任人选。
在2007年11月，以旧金山选民55%才45%通过宪章修正案，进一步扩大交通局的董事会的权力。予机构更多灵活性，提供更多资金，并实施新的市中心停车限制。

## MUNI服务统计
交通局交通運輸情況表（2010）。以下是交通部的服务及设施统计数据：
| 统计                      | 数字                         |
| ------------------------- | ---------------------------- |
| 平均平日载客（2009年里）  | 707459人                     |
| 平日正常运作路线          | 75條                         |
| 成人票价                  | $3.00 cash $2.50 clipper/app |
| 缆车单程票价              | $8.00                        |
| 普通成人月票              | $81                          |
| Bart/Muni铁路通行月票     | $98                          |
| 公共汽车优先专用道        | 14.8英里                     |
| 柴油公共汽车              | 507架                        |
| 缆车                      | 47节                         |
| 博物馆有轨电车            | 39节                         |
| 轻轨                      | 151节                        |
| 无轨电车                  | 313辆                        |
| 服务车辆总数              | 1057辆                       |
| 单轨–轻轨（4'8.5"计量器） | 71.5英里                     |
| 缆车(3'6"计量器)          | 8.8英里                      |

## 交通局的董事会成员
- Tom Nolan，主席

- Cheryl Brinkman，副主席

- Malcolm Heinecke

- Jerry Lee

- Joél Ramos

- Cristina Rubke

- （1位空缺）

董事会秘书：
- Roberta Boomer

政策及管理委员会：
- Lee（主席），Brinkman，Ramos

## 交通局公共谘询委员会
- Daniel Weaver，主席

- Daniel Murphy，副主席

- Art Cimento

- Joan Downey

- Dorris Vincent

- Steve Ferrario

- Susan Vaughan

- Katie Haverkamp

- Mark Ballew

- Marc Salomon

- Roland Wong

- Frank Zepeda

- （3位空缺）

会议秘书：
- Yvette Torres

工程，维修及安全委员会：
- Weaver（主席），Ferrario，Vincent

财务及行政委员会：
- Murphy（主席），Vaughan，Salomon

运作及客户服务委员会：
Downey（主席），Murphy，Ballew